# Bernhard Peters (Maler, 1817)
Bernhard Peters (* 13. September 1817 in Anklam; † 2. Mai 1866 ebenda) war ein deutscher Landschafts- und Vedutenmaler, Zeichner und Zeichenlehrer.

## Leben
Bernhard Peters war der Sohn des Superintendenten Friedrich Gotthilf Peters (1761–1829) aus dessen zweiter Ehe mit Juliane geb. Schack († 1869). Er besuchte eine höhere Bürgerschule in Anklam und anschließend das Gymnasium Stralsund.
1836 ging er nach Berlin, machte dort Vorstudien und besuchte von 1838 bis 1842 die Malakademie, wo er bei Otto Völckel studierte. Anschließend ging er auf Studienreisen, vor allem in die Nordalpen, ins Salzkammergut und an den Hallstätter See. 1846 besuchte er das schottische Hochland und danach bereiste er Süd- und Norddeutschland. Auf diesen Reisen fand er Motive für seine Werke, die zwischen 1839 und 1848 in Ausstellungen der Berliner Akademie gezeigt wurden.
Bernhard Peters wurde 1849 Zeichenlehrer am Gymnasium Anklam in der Wollweberstraße, wo Otto Lilienthal zu seinen Schülern gehörte. Ab 1850 war er mit Charlotte Sophie geb. Koch (1813–1894) verheiratet. Mit ihr hatte er eine Tochter Anna Charlotte, die ebenfalls Malerin wurde.
Peters erkrankte an einer Kehlkopfentzündung, die ihn zur Aufgabe seiner Lehrertätigkeit zwang, er malte jedoch weiter. Am 2. Mai 1866 verstarb er in Anklam an der sogenannten „Halsschwindsucht“ („Kehlkopfschwindsucht“).
Er gehörte einer Freimaurerloge an.

## Werk
Bernhard Peters malte in Öl und fertigte auch Tuschzeichnungen an. Seine Motive waren vor allem seine Heimatstadt Anklam, Landschaften und Ansichten hanseatischer Küstenstädte und Hochgebirgsmotive.
Mehrere bekannte Künstler fertigten nach Vorlagen von Bernhard Peters Stahlstiche, so Henry Winkles um 1840 Greifswald, Ansicht von Nordosten und 1841 Danzig und Kloster Oliva bei Danzig, Wilhelm Witthöft um 1840 Ruinen des Klosters Eldena, Albert Henry Payne um 1840 Die Langgasse in Danzig mit dem Rathhausthurme und Franz Abresch um 1850 Das Königliche Schloss zu Königsberg.
1844 veröffentlichte die Sundine. Unterhaltungsblatt für Neu-Vorpommern und Rügen ein Sonett an Peters nach Betrachtung einer Winterlandschaft.
Einige seiner Bilder wurden verwendet als Vorlagen für Illustrationen des zehnten Bandes Wanderungen an der Nord- und Ostsee von Wilhelm Cornelius und Theodor von Koppe des zehnbändigen Werkes Das malerische und romantische Deutschland, das von Georg Wigand verlegt wurde. Bernhard Peters war ihr Reisebegleiter.
Der polnische Historiker und Bibliothekar Marian Pelczar veröffentlichte 1947 das Buch Widoki Gdańska z połowy XIX wieku (dt. Ansichten von Danzig aus der Mitte des neunzehnten Jahrhunderts) mit Stichen von Henry Winkles und Albert Henry Payne nach Vorlagen von Peters.
Seine Bilder wurden unter anderem auf Kunstausstellungen in Berlin, Gotha, Weimar, Magdeburg, Stralsund, Greifswald, Rostock und Stettin gezeigt. Einige Bilder gehören zur Gemäldesammlung des Museums im Steintor in Anklam.
Im Jahr seines 200. Geburtstages fand 2017 im Museum im Steintor die Sonderausstellung Bernhard Peters – Leben und Werke eines Anklamer Malers statt.
Einige seiner Bilder sind:

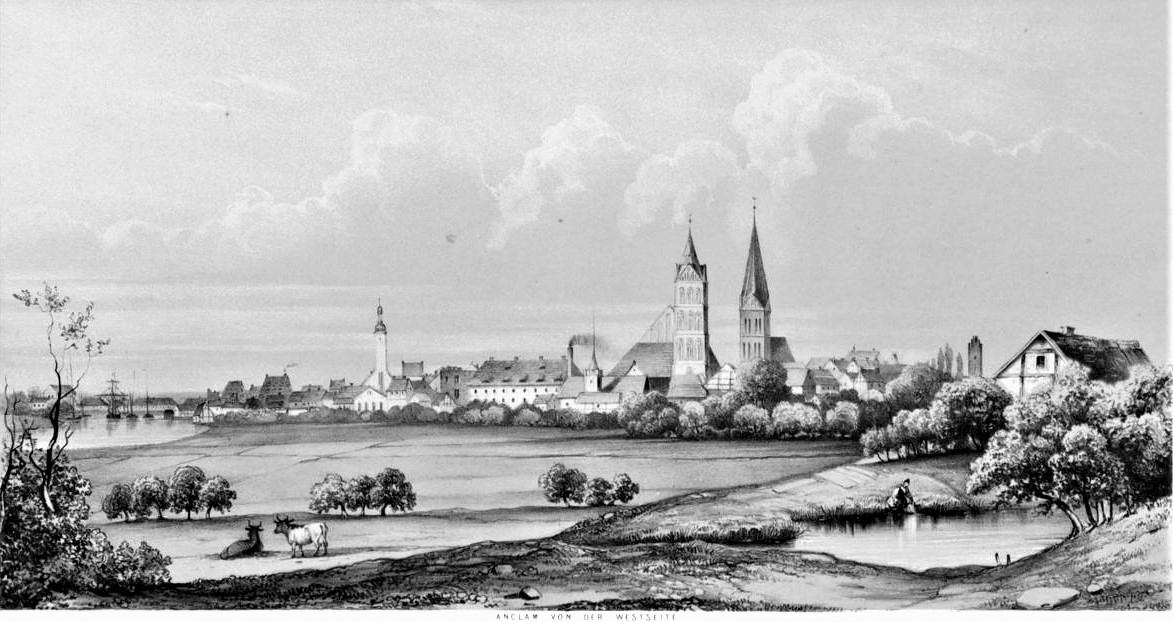
Ansicht von Anklam von Westen (um 1835)

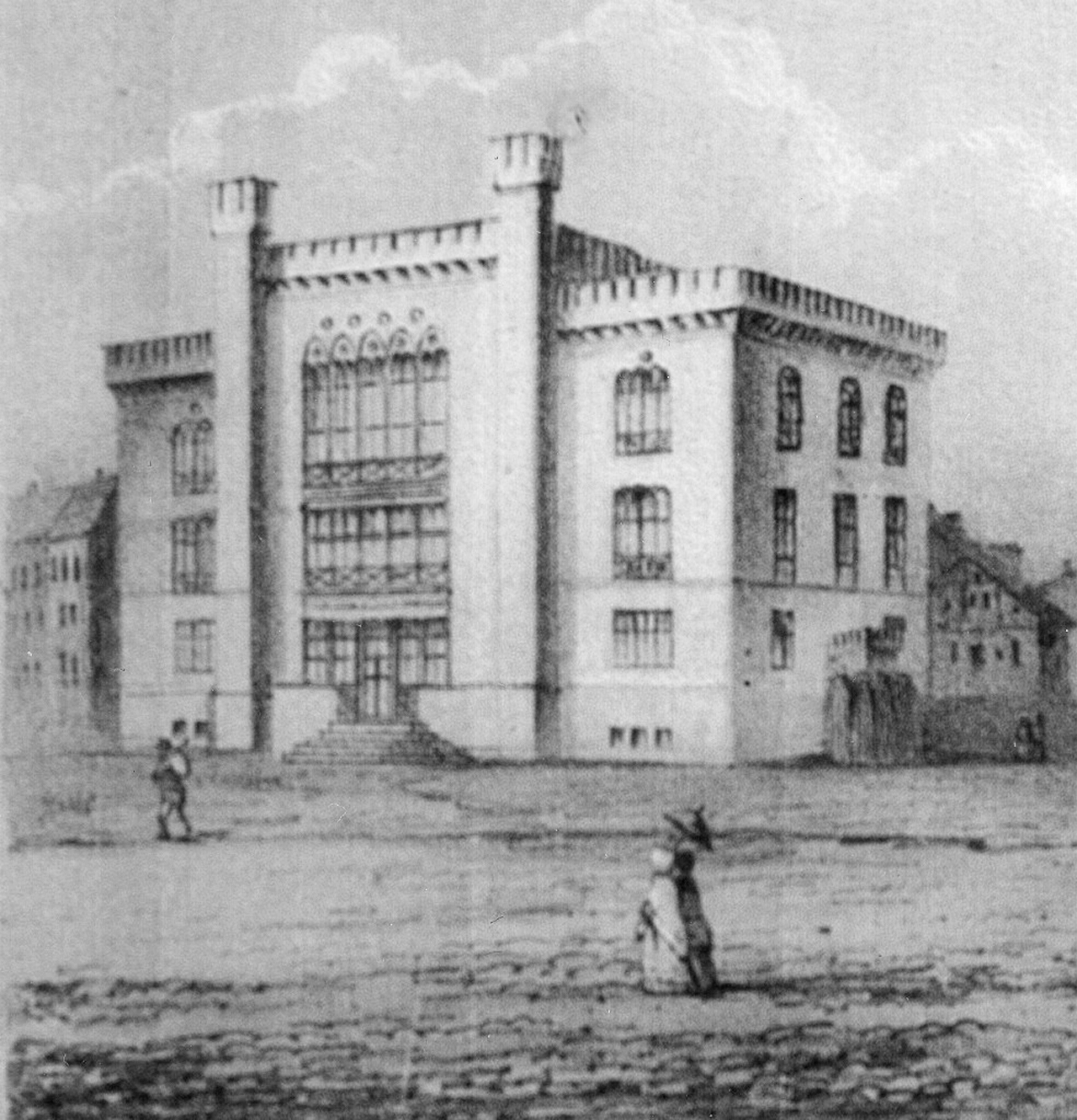
Gymnasium Anklam (um 1860)

- 1842: Blick von Rügen auf Stralsund[19]
- 1843: Anklam Ostseite Markt[20]
- 1843: Anklam Westseite Markt[21]
- 1848: Der hohe Stein[22]
- 1857: Ansicht von Ziethen bei Anklam: Marienkirche[23]
- 1858: Ansicht von Schloss Neetzow in Mecklenburg-Vorpommern[24]
- 1859: Winterlandschaft mit Blick auf eine Stadt[2]
- 1861: Gebirgslandschaft[25]
- 1865: Winterlandschaft mit Haus[26][27]
- Anklam Stadtansicht[28]
- Prager Landschaft[3]
- Schloss Menzlin[29]